# Anpassningshypotesen
Anpassningshypotesen eller sammankopplingshypotesen (engelska: meshing-hypothesis) är en kontroversiell teori inom pedagogik och kognitionsvetenskap som föreslår att undervisning blir mer effektiv om den anpassas efter elevers individuella lärstilar. Enligt denna teori har elever olika föredragna sätt att ta emot och bearbeta information, till exempel visuellt, auditivt eller kinestetiskt: Visuella elever sägs föredra att lära sig genom att se information, medan auditiva elever föredrar att höra information och kinestetiska elever föredrar att lära genom att göra eller röra. Anpassningshypotesen gör gällande att genom att anpassa undervisningen efter dessa individuella preferenser kan lärare förbättra elevernas inlärning och förståelse. Denna teori har nått popularitet bland lärare och pedagoger och har lett till att vissa skolor och utbildningsinstitutioner har börjat använda sig av inlärningsstilsanpassade undervisningsmetoder.
Anpassningshypotesen vetenskapliga grund har ifrågasatts av forskare, och har beskrivits som en neuromyt. Kritiker menar att det saknas starka bevis för att anpassa undervisningen efter inlärningsstilar leder till förbättrade inlärningsresultat. De hävdar också att det är svårt att på ett tillförlitligt sätt mäta och kategorisera elevers inlärningsstilar och att fokus bör ligga på beprövade metoder för undervisning som gynnar alla elever istället. Fokuserar på elevernas inlärningsstilar medför risker att andra viktiga faktorer som påverkar inlärningen förbises, såsom motivation, kognitiva förmågor och socioekonomiska förhållanden.
Trots att studier motsäger anpassningshypotesens giltighet visar en forskningsöversikt från 2020 att en majoritet (89%) av lärare över hela världen fortsätter att tro att anpassningshypotesen är korrekt. Istället för att fokusera på anpassningshypotesen och inlärningsstilar anser forskare att det är mer effektivt att använda sig av evidensbaserade undervisningsmetoder som har visat sig fungera för alla elever, oavsett deras individuella preferenser.

## Begreppet
Det engelska begreppet "meshing-hypothesis" kan utifrån innebörden översättas till svenska som "anpassningshypotesen" eller "sammankopplingshypotesen". Ordet "meshing" innebär i detta sammanhang att "sammankoppla" eller "väva samman", och i meshing-hypotesen syftar det på samspelet mellan elevers individuella inlärningsstilar och de undervisningsmetoder som används. Enligt denna hypotes förbättras elevers lärande när undervisningen anpassas på ett sätt som sammanfaller med eller är sammankopplad med varje elevs lärstil. När undervisningsmetoder "meshar" eller sammankopplas väl genom anpassning med en elevs inlärningsstil, förväntas eleverna uppleva förbättrat lärande och ökad förståelse.